# Gustaf Widmark
Jakob Gustaf Widmark, född 2 september 1855 i Ljusdals socken, Gävleborgs län, död 6 maj 1924 i Smedjebacken, var en svensk militär. Han var son till Per Henrik Widmark.
Widmark blev student i Stockholm 1873, underlöjtnant vid fortifikationen 1875, underlöjtnant vid Hälsinge regemente 1876, löjtnant 1880, kapten 1896, major vid Jämtlands fältjägarregemente 1902 och erhöll avsked 1910. 
Widmark var mångårig ordförande i Ljusdals landskommuns fattigvårdsstyrelse samt ledamot av dess kyrko- och skolråd, statistisk tjänsteman i Gävleborgs län, revisor i Marma Sågverks AB, senare intendent vid Jämtlands läns fornminnesförening, landstormsområdesbefälhavare, Kungl. Maj:ts ombud i Jämtlands läns skytteförbund samt överkontrollör över sprit- och maltdryckstillverkningen i Jämtlands och Västernorrlands län.
Riddare av Kungl. Svärdsorden 1898.
Widmark var gift med Margareta (Greta) Elisabeth Bech (1869–1940) och med henne far till ingenjör Sten Gustaf, farmaceut Elisabet Margareta Emelie (Millan) (1890–1970, gift 1) 1916 med apotekare Josef Filip Rydén, 2) 1924 med apoteksinnehavare Ivar Borgström), överstelöjtnant Johan Gustaf (Gösta) Henrik, löjtnant Lars Gustaf Bertel (1893–1930), Ebba Margareta Maria (1895–1965) och rävgårdsinnehavare Erik Gustaf Lennart Widmark (1898–). Genom dottern dottern Ebba, gift med läroverksadjunkten Ossian Ericson, blev han morfar till skådespelaren Stig Ossian Ericson.